# Landwasser (Albula)
Das Landwasser, mitunter auch die Landwasser, ist ein 30,5 Kilometer (mit längstem Quellgewässer 38 Kilometer) langer Fluss im Flusssystem der Albula (rät. Alvra) im Kanton Graubünden, Schweiz. Es ist eines der Hauptquellgewässer des Alpenrheins. Das Landwasser trennt die Albula-Alpen von den Plessuralpen.
Das Landwassertal ist bekannt durch die Stadt Davos und die ihm auf ganzer Länge folgende Rhätische Bahn. 

## Name
Landwasser ist eine alemannische Bezeichnung für den Talfluss, Land bezeichnet dabei den wirtschaftlich nutzbaren Talgrund oder auch das Haupttal im Gegensatz zu den Nebentälern. Ausser dem Davoser Landwasser, das in diesem Artikel abgehandelt wird, ist Landwasser auch amtlich für den Talfluss des bünderischen Malix (auch Rabiosa genannt) sowie den Talfluss der piemontesischen Walsergemeinde Rimella. Dialektal, aber nicht offiziell, werden oder wurden im Kanton Freiburg auch der Jaunbach, im Kanton Bern die Saane, die Simme und die Engstlige, in Graubünden der Averserrhein, der Valserrhein, die Plessur und die Landquart sowie in den norditalienischen Walsergebieten die Sesia, die Sermenza und die Lys Landwasser genannt.

## Geographie

### Verlauf
Das Landwasser folgt der Haupttallinie der Landschaft Davos. Der Name gilt ab dem früheren Zusammenfluss von Flüelabach und dem Seewasser, dem nicht mehr vorhandenen Bach, der den Davosersee entwässerte. Obwohl das Seewasser wesentlich kleiner war als der Flüelabach, wurde es auch selbst Landwasser genannt. Heute fliesst der Davosersee, vom Totalpbach und anderen kleineren Bächen gespeist, zwecks Wasserkraftnutzung über Druckstollen zum Kraftwerk Klosters im Prättigau. Ihm wird unterirdisch bei Bedarf zusätzlich Wasser des Flüelabaches zugeleitet. Nur bei sehr hohem Wasserstand kann Seewasser durch ein Überlaufbauwerk auch noch das Landwasser erreichen.
Der wenig unterhalb mündende, etwa 15 Kilometer lange Dischmabach ist beim Zusammenfluss mit dem Landwasser wasserreicher und auch länger. Damit ist der Dischmabach der Hauptquellfluss des Landwasser-Systems, das so insgesamt rund 38 Kilometer Länge erreicht. Da der weitere Fliessweg bis zum Bodensee an allen Einmündungen der jeweils wasserreichere ist, ist das Landwasser mit dem Dischmabach hydrologisch der Hauptstrang des Alpenrhein-Systems, auch wenn dessen längster Fliessweg der Rein da Medel ist. Das Landwasser übertrifft die Albula an der Mündung nicht nur an Wasserführung (9,34 m³/s gegenüber 5,76 m³/s), sondern auch an Fliesslänge, da die Albula einschliesslich ihres längsten Quellbaches Ava da Ravais-ch bis dahin nur etwa 21 Kilometer zurückgelegt hat.
Die grösste Ortschaft am Ufer ist Davos. Auf seinem Weg passiert das Landwasser die Zügenschlucht und wird zweimal von spektakulären Eisenbahnbrücken der Rhätischen Bahn überspannt: bei Davos Wiesen vom Wiesener Viadukt und dann vom Landwasserviadukt zwischen Filisur und Alvaneu Bad.
Die wichtigsten Nebentäler treffen spitzwinklig auf das Haupttal des Landwassers; ein Hinweis darauf, dass das obere Landwasser einst in Gegenrichtung floss. Das Tal nahm damals wenig oberhalb der erst später entstandenen Zügenschlucht seinen Anfang und ging in das Tal des heutigen Prättigau über.

### Einzugsgebiet
Das 293,11 km² grosse Einzugsgebiet des Landwassers liegt in den Albula-Alpen und Plessuralpen und wird über die Albula, den Hinterrhein und den Rhein zur Nordsee entwässert.
Es besteht zu 24,8 % aus bestockter Fläche, zu 33,8 % aus Landwirtschaftsfläche, zu 2,2 % aus Siedlungsfläche und zu 39,3 % aus unproduktiven Flächen.
Die Flächenverteilung
Die maximale Höhe des Einzugsgebietes beträgt 3093 m ü. M.

### Zuflüsse
Zuflüsse von der Quelle zur Mündung mit Längenangaben in km, Einzugsgebietsgrösse in km² und dem mittleren Abfluss (MQ) in m³/s
- Flüelabach (links) 12,4 km, 35,01 km², 1,18 m³/s
- Dorfbach (rechts), 3,5 km
- Schiabach (rechts), 23,6 km
- Dischmabach (links), 16,3 km, 53,6 km², 1,82 m³/s
- Geisslochbach (links), 1,5 km
- Guggerbach (rechts), 3,7 km
- Bolgenbächli (links), 1,9 km
- Karjölerbächli (links), 2,2 km
- Albertibach (rechts), 3,6 km, 4,38 km², 0,15 m³/s
- Bildjibach (rechts), 3,7 km, 1,32 km²
- Maienbächli (links), 2,0 km
- Gebrunstbächli (links), 2,4 km
- Frauenbach (rechts), 3,6 km, 2,21 km²
- Sertigbach (links), 8,9 km (mit Chüealpbach 13,4 km) 47,2 km², 1,57 m³/s
- Sutzibach (rechts), 5,4 km, 5,19 km², 0,20 m³/s
- Grabentobel(bach), 2,4 km, 1,32 km²
- Chummerbach (rechts), 4,6 km, 6,01 km², 0,23 m³/s
- Bärentalerbach (rechts), 5,0 km, 7,09 km²
- Rieberbach (links), 3,0 km, 1,75 km²
- Läidbach (Leidbach) (links), 3,5 km, 4,71 km², 0,16  m³/s
- Monsteinerbach (links), 1,2 km (mit Inneralpbach 5,4 km) 19,1 km², 0,65 m³/s
- Tälibach (links), 1,7 km, 3,76 km², 0,13  m³/s
- Chüetobelbach (links), 2,4 km, 2,71 km²,
- Brüggentobelbach (rechts), 4,9 km, 17,03 km², 0,52 m³/s
- Tieftobelbach (rechts), 3,2 km, 5,63 km²
- Schmittnerbach (rechts), 4,7 km, 10,55 km², 0,29 m³/s

## Hydrologie
Bei der Mündung des Landwassers in die Albula beträgt seine modellierte mittlere Abflussmenge (MQ) 9,34 m³/s. Sein Abflussregimetyp ist nival alpin und seine Abflussvariabilität beträgt 18.

## Wirtschaft und Verkehr

### Wasserkraft

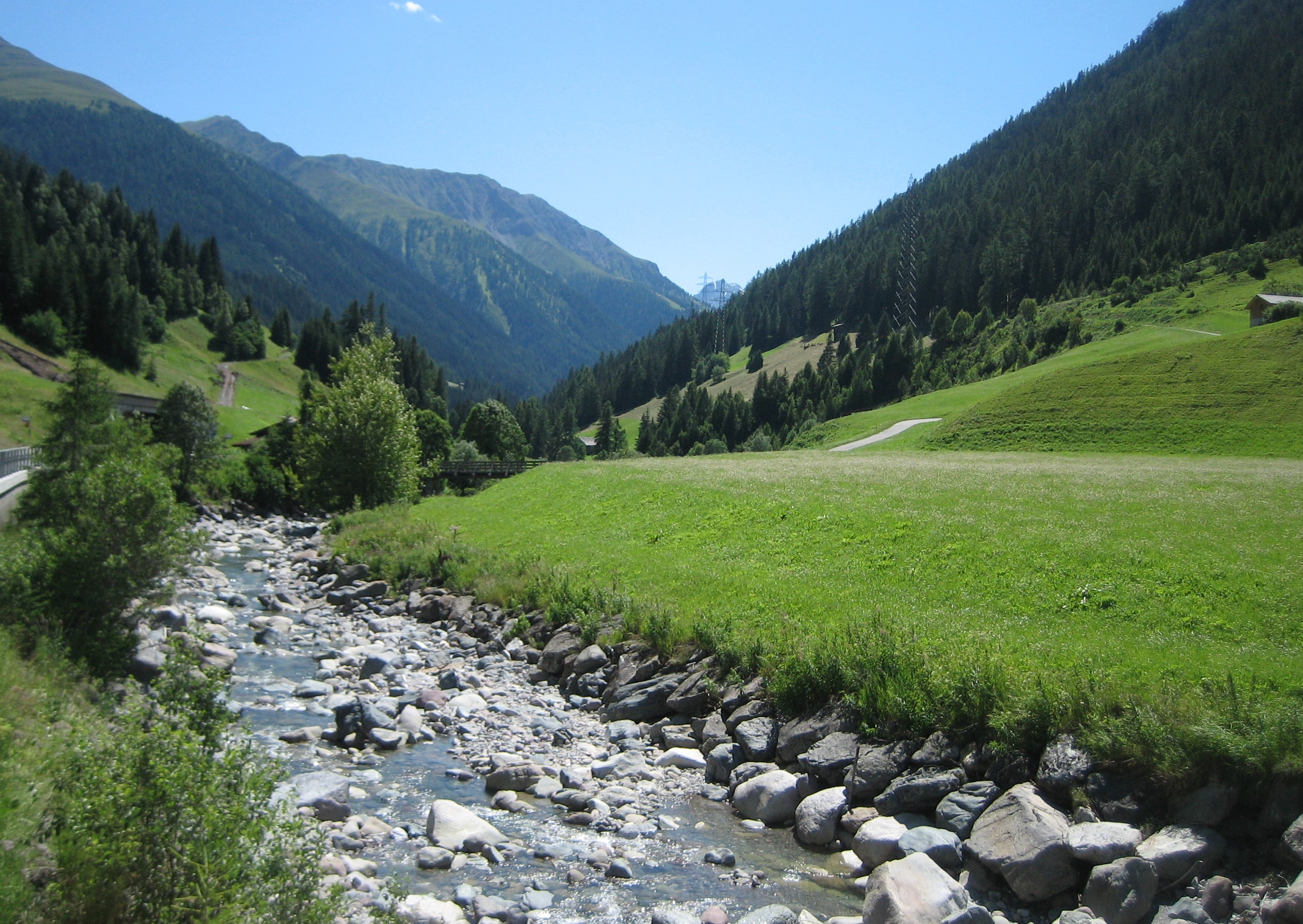
Das Landwasser bei Glaris, Restwasser nach Wasserableitung

Landwassertal, historisches Luftbild von Werner Friedli (1954)

Nach den Ableitungen von Zuflüssen im Bereich des Davosersees wird ein weiterer Teil des Landwassers bei Davos-Glaris zwecks Nutzung der Wasserkraft gefasst und über einen Druckstollen zum etwa 10 Kilometer entfernten Kraftwerk der Albula-Landwasser Kraftwerke (ALK) in Filisur (65 MW Leistung) geführt. 
Das abgearbeitete Wasser aus dem Ausgleichsbecken Filisur wird über einen 8,6 Kilometer langen Druckstollen dem ALK-Kraftwerk in Tiefencastel (24 MW) zugeführt und dort der Albula zugeleitet.

### Brücken

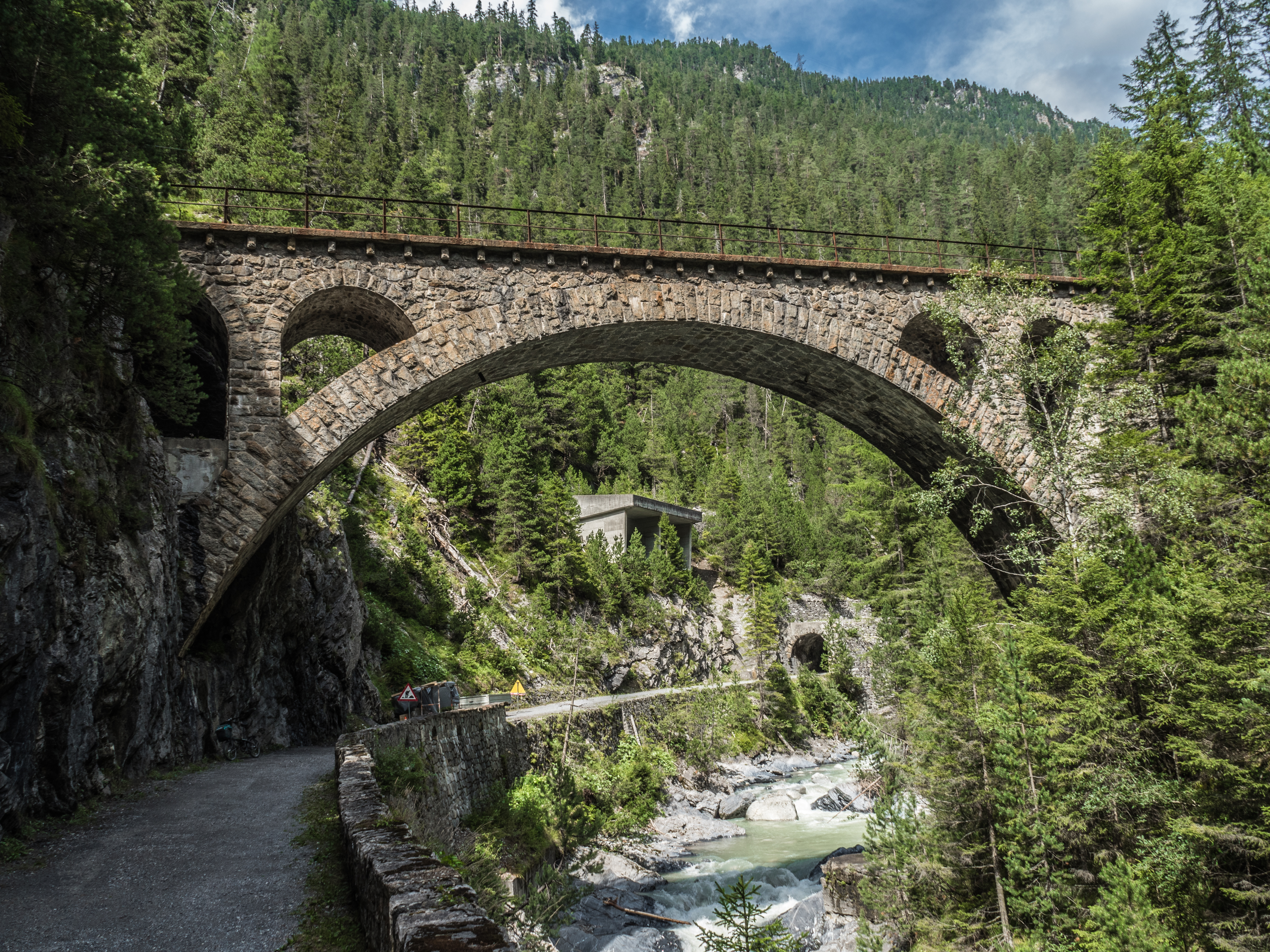
RhB Eisenbahnbrücke (Brombenzbrücke) über das Landwasser, Davos Monstein GR

Das Landwasser wird von rund 50 Brücken überspannt. Sechs Eisenbahnbrücken der Rhätischen Bahn überqueren den Fluss – die bedeutendsten sind der Brombenzviadukt (1908) in der Zügenschlucht, der Wiesener Viadukt (1909) und der Landwasserviadukt (1903). Die Jenisbergbrücke (1906) ist im Inventar historischer Verkehrswege der Schweiz (IVS) aufgeführt.
1949 hat die Schweizerische Post eine Sechzig-Rappen-Briefmarke des Landwasser Eisenbahnviadukts herausgegeben.